# 72 khách trọ
72 khách trọ (tiếng Trung: 72家租客, tiếng Anh: 72 Tenants of Prosperity) là một bộ phim điện ảnh Hồng Kông thuộc thể loại hài – chính kịch công chiếu vào năm 2010 do TVB và Thiệu Thị huynh đệ hợp tác sản xuất. Là một bộ phim toàn sao, tác phẩm quy tụ những diễn viên hàng đầu và các diễn viên trẻ tuổi thuộc biên chế TVB, với sự tham gia diễn xuất của các diễn viên chính gồm Trương Học Hữu, Tăng Chí Vĩ, Viên Vịnh Nghi, Huỳnh Tông Trạch, Đặng Lệ Hân, Chung Gia Hân và Vương Tổ Lam. Tăng Chí Vĩ đồng thời cũng đảm nhiệm vị trí sản xuất kiêm đồng đạo diễn cho tác phẩm. 
Bộ phim được công chiếu tại Hồng Kông và Trung Quốc vào ngày 11 tháng 2 năm 2010.

## Nội dung
Vào những năm 1970, trên một khu phố nghèo ở Hồng Kông, có hai anh em kết nghĩa tên là Thạch Kiên và Cáp Công cùng sinh sống với nhau trên một căn nhà thuê. Một ngày nọ, cả hai đã giúp đỡ 72 khách trọ bị đuổi hạ gục ông Bính và cô Ba – hai chủ nhà tham lam, keo kiệt của khu phố này, và vô tình cứu luôn cả Tiểu Đào Hồng khỏi một cuộc hôn nhân sắp đặt. Sau đó, hai anh em vì cùng muốn ngỏ lời cầu hôn Đào Hồng, nên Đào Hồng quyết định tung đồng xu lên để chọn người kết hôn với mình. Khi đồng xu được tung lên, cả Thạch Kiên và Cáp Công đều tranh chấp với nhau, song Cáp Công nhanh trí hơn nên đã được chọn để yêu Đào Hồng, và cũng chính từ đó mà cả hai anh em đều trở mặt thành thù. Thấm thoát nhiều năm trôi qua, lòng căm thù của Thạch Kiên bỗng chốc biến thành sự cạnh tranh quyết liệt với Cáp Công khi họ chạm trán nhau trong việc kinh doanh buôn bán điện thoại tại Tây Dương Thái – khu phố phát đạt nhất ở thành phố Vượng Giác, nơi sinh sống của 72 khách trọ ở căn nhà thuê.
Do cạnh tranh khốc liệt, giá thuê nhà của khu phố Tây Dương Thái ngày căng tăng cao đến nỗi cả Thạch Kiên và Cáp Công phải tìm mọi cách để sinh tồn trong căn nhà thuê này, song chủ nhà vẫn kiên quyết đe dọa sẽ đóng cửa tiệm buôn bán điện thoại nếu toàn bộ khách trọ không trả gấp ba lần tiền thuê nhà. Tuy nhiên, giữa thời điểm khó khăn ấy, một vụ tấn công bất ngờ bằng acid trên khu phố đã khiến cho 72 khách trọ – dẫn đầu là Thạch Kiên và Cáp Công – cùng nhau đoàn kết để bảo vệ mái nhà thuê thân yêu ấy và quyết tâm chấm dứt bạo lực này. Cuối cùng, họ phát hiện ra Ba Ba – cô thư ký của một tổ chức công đoàn từng có hiềm khích với khách trọ khi xưa – là kẻ chủ mưu đứng sau vụ việc này, nên Thạch Kiên, Cáp Công và những khách trọ còn lại hợp sức đánh bại cô và giải cứu Đào Hồng khỏi tay kẻ gian ác. Sau tất cả, khi tình hình đã yên ổn trở lại, cả Thạch Kiên và Cáp Công đều đã làm hòa với nhau, và họ cùng với những người thân yêu của mình sống hạnh phúc trọn đời.

## Diễn viên
- Trương Học Hữu trong vai Thạch Kiên, một người đàn ông sống trong khu phố và từng là anh em kết nghĩa với Cáp Công. Sau khi để vuột mất người yêu Tiểu Đào Hồng vào tay Cáp Công, anh trở mặt thù hận với người anh em của mình.
  - Lâm Phong trong vai Thạch Kiên lúc trẻ.
- Tăng Chí Vĩ trong vai Cáp Công, một người đàn ông sống trong khu phố và từng là anh em kết nghĩa với Thạch Kiên. Sau khi cướp được người yêu Tiểu Đào Hồng vào tay của mình, anh và Thạch Kiên bắt đầu trở mặt thù hận lẫn nhau.
  - Trắc Điền trong vai Cáp Công lúc trẻ.
- Viên Vịnh Nghi trong vai Tiểu Đào Hồng, một cô gái sống trong khu phố và là con gái nuôi của ông Bính và cô Ba. Cô được Thạch Kiên và Cáp Công giải cứu năm xưa khi bị sắp đặt một cuộc hôn nhân phi lý, sau này cô là vợ của Cáp Công.
  - Trần Pháp Lai trong vai Tiểu Đào Hồng lúc trẻ.
- Huỳnh Tông Trạch trong vai Cáp Thái Lang, con trai của Cáp Công và Tiểu Đào Hồng, và là người yêu của Hồ Lý Ngọc.
- Đặng Lệ Hân trong vai Hồ Lý Ngọc, con gái của Thạch Kiên và là người yêu của Cáp Thái Lang.
- Chung Gia Hân trong vai Cáp Nữ, con gái của Cáp Công và Tiểu Đào Hồng, và là người yêu của Thạch Tử.
- Vương Tổ Lam trong vai Thạch Tử, con trai của Thạch Kiên và là người yêu của Cáp Nữ.
- Từ Tử San trong vai Ba Ba, thư ký của một tổ chức công đoàn, và là con gái của ông Bính và cô Ba. Do có mối thù với khách trọ khi xưa vì đã làm cho bố mẹ mình bị mất mặt, cô đã trả thù họ bằng việc tạt acid khắp khu phố và còn bắt cóc Tiểu Đào Hồng làm con tin.
- Lâm Gia Đống trong vai ông Bính, chủ nhà của khu phố.
- Xa Thi Mạn trong vai cô Ba, chủ nhà của khu phố.

Ngoài ra, tác phẩm còn có sự tham gia diễn xuất của dàn diễn viên gạo cội đến từ TVB và một số diễn viên quần chúng khác, bao gồm Tạ Thiên Hoa, Lê Diệu Tường, Trần Bách Tường, Liêu Bích Nhi, Trương Kiên Đình, Thích Mỹ Trân, Ngô Trác Hy, Lữ Huệ Nghi, Lưu Mỹ Quân, Thiệu Âm Âm, Trương Vệ Kiện, Cốc Phong, Lâm Tuyết, Lương Thiên, Điền Khải Văn, Lưu Dĩ Đạt, Lục Vĩnh, Tiền Tiểu Hào và Trịnh Thi Quân.